# توماس هيشت
توماس هيشت (بالإنجليزية: Thomas Hecht)‏ هو معلم موسيقى وعازف بيانو وملحن أمريكي، ولد في 31 أكتوبر 1960 في بالتيمور في الولايات المتحدة.